# Germaine Peyroles
Germaine Peyroles, née Germaine Merlot le 22 mars 1902 à Montaigu (Jura) et décédée le 26 octobre 1979 à Paris, est une avocate, une résistante et une femme politique française, membre successivement de deux partis démocrate-chrétiens, le Parti démocrate populaire (PDP) dans l'entre-deux-guerres puis le Mouvement républicain populaire (MRP) après la Seconde Guerre mondiale. 
Elle est députée constituante de la Seine-et-Oise entre 1945 et 1946 puis députée du même département entre 1946 et 1951 et entre 1954 et 1955, sous la Quatrième République.

## Biographie

### Les débuts
Germaine Peyroles est issue d'une famille de gauche, qui fut dreyfusarde au début du siècle. Son père, professeur de français, l'incite à suivre des études qui la mènent jusqu'à l'université et l'obtention du certificat d'avocat. Elle est avocate à la Cour d'appel de Paris. Son époux, Georges, est également avocat. Elle est mère de quatre enfants ; l'un d'eux, Jacques Peyroles, est l'écrivain et scénariste Gilles Perrault.
Elle s'engage en politique dans un parti démocrate-chrétien de centre-droit, le Parti démocrate populaire (PDP), dont elle devient la secrétaire générale de sa fédération féminine. Cette fédération s'est formée en 1934,, et est mise en place en 1935. Son programme en 1934 affirme que les femmes sont « profondément attachées à l'institution familiale », dénonce « les inégalités arbitraires qu'elles subissent aussi bien dans l'ordre économique et social que dans l'ordre civil » et, parce que les femmes françaises n'ont pas encore le droit de vote, revendique pour elles « énergiquement l'électorat et l'éligibilité », sans évoquer le vote familial prôné pourtant par de nombreux catholiques. Germaine Peyroles tient des conférences dans les sections du PDP sur le rôle des femmes. Son mari milite aussi au PDP,,. Grâce à des démocrates-chrétiennes comme Germaine Peyroles ou Germaine Poinso-Chapuis, le PDP se fait « le champion d'un féminisme chrétien et politique et a inscrit à son programme le suffrage féminin ».

### La Résistance
Sous l'Occupation, elle s'engage dans la Résistance après l'armistice de 1940. Le couple recueille des aviateurs britanniques dont les appareils ont été abattus au-dessus de la France, les aidant à rejoindre l'Espagne. Ils sont notamment embauchés pour des actions de sabotage par le Special Operations Executive ; son mari est pendant un temps emprisonné. Selon Gilles Perrault, son fils, elle aurait réussi à le faire libérer à l'été 1943 en se rendant au siège parisien de la Gestapo et en convaincant un officier SS allemand de son innocence,.
L'Aube, quotidien démocrate-chrétien, la présente en 1945 lors de la campagne électorale pour les élections constituantes d'octobre 1945 comme une vice-présidente de l'Association française des victimes du nazisme, aux côtés de deux femmes communistes, en tant que chef d'un réseau de renseignements qui a organisé des réseaux de parachutistes et assuré la diffusion du journal Résistance, et souligne qu'elle a été arrêtée en octobre 1943, emprisonnée et torturée. Le ministre des Armées Edmond Michelet la cite à l'ordre du corps d'armée en 1946 : 

« Germaine Peyroles, des Forces françaises de l'intérieur, Française de grand cœur, a rallié la Résistance aux premières heures de février 1941. Mère de quatre enfants, n'a pas hésité à lutter jusqu'à la Libération avec une ardeur et un courage tenace. Emprisonnée, relaxée, a continué avec le même cœur. »

 Cela lui vaut l'attribution de la croix de guerre avec étoile de vermeil.

### Carrière politique après la Seconde Guerre mondiale

#### Députée MRP, 1945-1951, et vice-présidente de l'Assemblée nationale
Après la Libération, elle reprend son activité politique, au sein d'un nouveau parti démocrate-chrétien, le Mouvement républicain populaire (MRP), durant le Gouvernement provisoire de la République française puis la Quatrième République. Elle est élue députée de la Seine-et-Oise, vaste département entourant Paris (alors intégré dans le département de la Seine). C'est que les femmes françaises sont désormais électrices et éligibles depuis avril 1944. Elle compte parmi les premières et rares femmes députées de l'histoire française. Elle est élue lors de plusieurs élections législatives en 1945 et 1946 au scrutin de liste, figurant à la deuxième place de la liste MRP menée par Robert Bichet, secrétaire général du MRP. Elle est désignée vice-présidente du groupe parlementaire du MRP en 1945, seule femme aux côtés de trois autres députés occupant la même fonction, et membre du comité directeur du parti, en 1946. Son mari adhère également à ce parti,.
Dès 1946, avec Madeleine Braun, elle est aussi la première femme à être élue vice-présidente de l'Assemblée nationale, fonction qu'elle occupe plusieurs années, en 1946, 1947, 1948 et 1951. Cela lui permet de présider 111 séances de l'Assemblée nationale.

Elle assure en 1951 dans une interview qu'elle n'a jamais eu à souffrir d'une certaine condescendance masculine lors de son arrivée à l'Assemblée nationale à la Libération du fait de combats communs dans la Résistance : « Hommes et femmes, nous sortions tous des mêmes combats de la Résistance. Nous avions de l'estime les uns pour les autres, nous étions réellement co-équipiers ». Cela s'explique aussi selon elle par le fait que beaucoup de députés occupaient cette fonction pour la première fois, comme elle,. Elle déclare aussi : 

« Je sais que beaucoup de femmes ne seront pas d'accord avec moi, mais, honnêtement, dans ma vie professionnelle, je n'ai jamais eu sérieusement à me plaindre de la rivalité masculine. D'ailleurs, mon mari est féministe. »

Son fils Gilles Perrault dresse le portrait suivant dans ses mémoires : 

« Ma mère était dans la politique comme un poisson dans un bocal. Elle adorait le tourbillon d'activités où s'épuisaient ses journées. C'était une drogue (...). Aucun président du Conseil ne songea à elle pour un portefeuille, ce qui témoigne d'une belle sagesse. Elle eût mis la pagaille dans le ministère le mieux ordonné. Le don d'organiser et d'administrer ne lui avait pas été dévolu. Elle le savait. Sa vice-présidence de la Chambre la comblait. Elle aimait présider les séances tumultueuses où se jouait l'existence d'un gouvernement. »

Elle n'est pas réélue en 1951, au scrutin de liste, contrairement à Robert Bichet, qui menait à nouveau la liste MRP. Cela s'explique par un déclin relatif du MRP et une poussée des gaullistes du Rassemblement du peuple français.

#### Défense de la famille
Démocrate chrétienne, catholique et suffragiste, elle défend les valeurs familiales,. « Aucun grand problème ne peut être étranger aux femmes. Mais la femme doit rester femme » déclare-t-elle en 1946 dans la presse,,. Elle proclame à l'Assemblée nationale en 1946 que le droit de vote conduit les femmes à défendre avant tout leur famille : 

« J’ai dit ici, et aucune maman ne me contredira, que s’il est au cœur des femmes de notre pays une passion naturelle et tenace, cette passion s’appelle, pour chacun d’entre nous, sa famille […]. Le bulletin de vote est entre les mains de toutes les femmes, une arme offensive ou défensive au service de ce qu’elles ont de plus cher au monde. »

Germaine Peyroles est membre de l'Union féminine civique et sociale (UFCS) et participe à ses meetings,. Mère de quatre enfants, elle préside un temps le Mouvement mondial des mères (MMM) au début des années 1950. Ce mouvement a été fondé à Paris en 1947. L'UFCS est sa branche française,,.

#### Défense de l'Europe et du fédéralisme
Partisane convaincue de la construction européenne et du fédéralisme, elle fait partie de la délégation française au congrès de La Haye de mai 1948, qui réunit huit cents participants issus de dix-huit délégations nationales. Membre du comité directeur de La Fédération (Mouvement fédéraliste français), elle en est la vice-présidente de 1947 à 1958,, et elle est aussi l'un des cinq membres français du comité central en 1948 de l'Union européenne des fédéralistes (UEF), animée notamment par Henri Frenay à partir de cette date. Elle est bientôt l'un des quatre vice-présidents de ce comité central,,,. Mais elle quitte ce mouvement en 1953 à l'instar des dirigeants de La Fédération, tel André Voisin. Elle est également déléguée générale de 1951 à 1957 de la section française du Mouvement européen,. Elle est enfin membre du conseil national du Comité français pour l'Europe libre (CFEL), fondé en 1952 et qui fédère des anticommunistes (hommes et femmes politiques, journalistes, entrepreneurs, intellectuels). Frenay est son délégué général, Paul Reynaud son président,.
À l'Assemblée nationale, elle se distingue par ses convictions proeuropéennes et fait partie au sein du MRP des « ultras de l’Europe » avec notamment François de Menthon, Robert Bichet et Germaine Poinso-Chapuis. Elle se prononce en faveur de la ratification de la Communauté européenne de défense (CED).

#### Députée MRP, 1954-1955
Elle se présente à une élection législative partielle en 1954, dans la première circonscription de la Seine-et-Oise, au scrutin uninominal majoritaire à deux tours, et est élue en mars, au second tour, contre le candidat communiste arrivé nettement en tête au premier tour, André Stil (écrivain lauréat du prix Staline et rédacteur en chef de L'Humanité). Elle a bénéficié du maintien d'un candidat socialiste et du soutien de la plupart des forces politiques anticommunistes,,,,,,. Ses affiches proclament dès le premier tour qu'elle est « seule capable de barrer la route au communisme ». Elle a dû aussi batailler contre un candidat indépendant anticommuniste, Charles Reibel, ancien parlementaire et ancien ministre de la IIIe République, qui a tardé à se désister en sa faveur. 
Cette élection a eu un écho médiatique certain en 1954. Des journaux américains ont évoqué sa victoire contre un communiste. Cette élection partielle a en partie inspiré Jean-Paul Sartre, qui moque la candidate sous les traits du personnage de Madame Bounouni dans sa pièce de théâtre satirique Nekrassov, jouée en 1955.
Les dépenses électorales de sa fédération départementale du MRP sont en partie prises en charge après l'élection par un patron, par l'intermédiaire de Georges Albertini, animateur d'une organisation anticommuniste. Gilles Perrault évoque aussi l'élection de 1954 dans ses mémoires et décrit le défilé au domicile de ses parents, entre les deux tours, de quelques candidats de droite « venus apporter leur désistement signé en échange de l'enveloppe bourrée de billets fournie à ma mère par de mystérieuses instances afin d'éviter la dispersion des voix ».
Battue lors des élections législatives de janvier 1956 au scrutin de liste, Germaine Peyroles est à nouveau battue en novembre 1958, lors de la première élection législative de la toute nouvelle Cinquième République, au scrutin majoritaire à deux tours. Cela ne met pas un terme à sa carrière politique : elle continue à militer un temps au MRP mais, en mai 1960, elle est remplacée à la commission exécutive du parti où elle figurait au titre de représentante de la fédération de Seine-et-Oise.

## Décorations
- Croix de guerre 1939-1945
- Médaille de la Résistance française, avec rosette (décret du 3 août 1946)[63]
- Chevalier de la Légion d'honneur, pour « faits exceptionnels de guerre et de résistance » (décret du 14 juin 1951)[64],[65],[66]